# 491 (Film)
491 ist ein 1963 entstandenes schwedisches Filmdrama von Vilgot Sjöman mit jugendlichen Laiendarstellern in den Hauptrollen. „Der untersetzte, rotbärtige Arbeitersohn Sjöman hat die sexuellen Ausschweifungen seiner Hauptfiguren zu einem gezielt-polemischen Zweck inszeniert: 491 stellt die Methoden in Frage, mit denen im schwedischen Wohlfahrtsstaat die Resozialisierung straffällig gewordener Jugendlicher betrieben wird.“

## Handlung
Im Zentrum des Geschehens stehen sechs sozial verwahrloste Jugendliche aus Stockholm, die in einem Stadtviertel leben, das sich als sozialer Brennpunkt bezeichnen lässt. Mehrere der Jungs, Nisse, Jingis, Egon, Pyret, Fisken und Slaktarn, sind bereits vorbestraft. Um sie vor dem Gefängnis zu bewahren, wird ein soziales Wiedereingliederungsprojekt ins Leben gerufen. Zum Projektleiter wird der junge und eher schüchterne Sozialarbeiter Krister berufen, an dessen Seite die sechs Rabauken in einem speziell dafür eingerichteten Heim, der „Pension Sachlichkeit“, einquartiert werden. In dieser ein wenig baufälligen Villa sollen die Jungkriminellen wieder auf das Leben in der Gesellschaft vorbereitet und entsprechend resozialisiert werden.
Zur Kontrolle müssen Nisse, Jingis, Egon, Pyret, Fisken und Slaktarn täglich in der Zentrale der kommunalen Fürsorgebehörde vorsprechen. Doch die bisweilen verzweifelt anmutenden Versuche, die Jungs wieder gesellschaftsfähig zu machen, fruchten kaum etwas. Einmal besucht sie ein Pfarrer, einmal besuchen sie eine Theatervorstellung – doch nichts hinterlässt eine Wirkung, die auf Besserung hoffen lässt. Das von einem in Schweden typischen liberalen Ansatz geleitete Experiment droht kläglich zu scheitern. Nisse trifft es besonders schlimm; er wird von dem schwulen Jugendinspektor in dessen Büro sexuell missbraucht. Die anderen Bengel prügeln, saufen, fluchen, stehlen und schmuggeln, ohne auch nur den Hauch einer Besserung anklingen zu lassen.
An Bord eines im Stockholmer Hafen liegenden deutschen Frachters, auf dem sie Schnaps kaufen wollen, lernen die Jungen das verwahrloste Mädchen Steva kennen. Dies wird, halbnackt, gerade von einem Matrosen vergewaltigt und übergibt sich anschließend über die Reling. Steva folgt den Jungs und zieht zu ihnen in die „Pension Sachlichkeit“ ein. Steva erweist sich als kleines Miststück und reizt die Jungen, bis diese über sie herfallen und den Schäferhund Ray in sodomitischer Absicht auf sie hetzen. Pädagoge Krister zeigt sich nunmehr endgültig als vollkommen überfordert. Im Moment der sich anbahnenden Katastrophe trifft endlich die Polizei ein. Während der sich anschließenden Rauferei stürzt der jüngste unter den schwer Erziehbaren aus dem Fenster des Jugendheims und kommt dabei ums Leben.

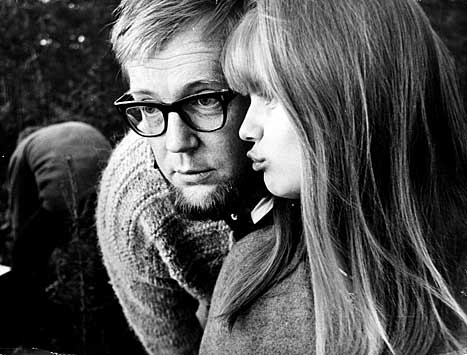
Vilgot Sjöman mit seiner Hauptdarstellerin Lena Nyman

## Produktionsnotizen
491 wurde 1963 gedreht und am 16. März 1964 uraufgeführt. In Deutschland lief der Streifen am 28. August 1964 an.
Der Film war in der schwedischen Öffentlichkeit bei seiner Aufführung 1964 heftig diskutiert. Einige Szenen (rund 84 Sekunden Spieldauer) mussten auf Anweisung der Zensurbehörde entfernt werden. Zuvor war 491 komplett verboten worden, das erste Totalverbot seit Einführung der Filmzensur in Schweden im Jahre 1914. Auch in Deutschland löste der Film eine heftige Zensurdebatte aus, in Bayern wurde die Aufführung von 491 zeitweilig komplett verboten. Nach massiven Schnitten – in Schweden war der Film 101 Minuten lang, in Deutschland lediglich 88 – durfte er auch in der Bundesrepublik gezeigt werden.
Die Filmbauten entwarf Per Axel Lundgren.

## Filmtitel
Der Titel orientiert sich am Matthäus-Evangelium, demzufolge man sieben mal siebzig Mal den Menschen vergeben solle. Das 491. Fehlverhalten wird somit zu einem unverzeihlichen Vergehen.

## Kritik
„Eine vitriolgetränkte Reportage.“

„Kirchliche Drohungen bewirkten, daß der grob gedrehte, schon in Schweden beschnittene Schock-Film des Ingmar-Bergman-Schülers Vilgot Sjöman (SPIEGEL 15/1964) das deutsche Kinopublikum nochmals gekürzt und verändert als ‚nur noch ein Gerippe‘ (so der katholische Film-Beauftragte Kochs) erreicht. Sjöman zeigt sechs sex-verwilderte Stockholmer Fürsorgezöglinge, die, als Objekte eines liberalen pädagogischen Experiments, in Freiheit dressiert werden sollen. Das Experiment scheitert. Der Spitzenkraßheiten des Originals beraubt, wirkt der Film matt-pessimistisch anstatt, wie geplant, als soziale Provokation.“

„Groteskerweise demonstriert 491‘ sogar eine reaktionäre Tendenz. Der Film lehrt ja gerade nicht, daß man bei jedem Auswuchs zusehen und jede pubertäre Unbeherrschtheit hinnehmen soll, sondern er sagt: Mit falscher Milde ist da nichts zu machen. Gesunde, notfalls unpopuläre Strenge hilft bei übermütigen, verwahrlosten (keineswegs materielle Not leidenden) Burschen und Dirnen viel besser.“

„Ein vieldiskutierter Film, der allerdings vermutlich eher durch seine drastischen sexuellen Szenen als durch seine Qualität Aufsehen erregte. Er zeigt die Erzieher … als Karikaturen, die Jungen als Klischees.“

„Die schockierende Schilderung eines verfehlten Erziehungstests in Stockholm, konzipiert (nach dem Roman eines ehemaligen Fürsorgezöglings) als Angriff auf Methoden der Sozialfürsorge im Wohlfahrtsstaat Schweden. (…) Ein äußerst drastischer Film, bei dem die Grenze zwischen aufklärerischem Schock und selbstzweckhafter Zurschaustellung schwer auszumachen ist. Die abgemilderte und umgeformte deutsche Verleihfassung verweist auf einen zumindest im zweiten Teil unglaubhaft-tendenziösen Spekulationsfilm.“